# Palmetto (Géorgie)
Pour les articles homonymes, voir Palmetto.
Palmetto est une ville américaine située dans les comtés de Fulton et de Coweta, en Géorgie. Selon le recensement de 2020, sa population est de 5 071 habitants.